# Dara-Tafilalt
Dara-Tafilalt (arab. ‏درعة-تافيلالت‎, Darʾa-Tāfīlālt; fr. Drâa-Tafilalet) – region administracyjny w Maroku, w środkowej części kraju. W 2024 roku liczył ok. 1,7 mln mieszkańców. Siedzibą regionu jest Ar-Raszidijja.
Dzieli się na pięć prowincji:
- prowincja Ar-Raszidijja
- prowincja Midalt
- prowincja Tinghir
- prowincja Warzazat
- prowincja Zakura